# James Conner
James Earl Conner (Erie, Pensilvania, 5 de mayo de 1995) más conocido como James Conner, es un jugador profesional estadounidense de fútbol americano que se desempeña en la posición de running back en Arizona Cardinals, equipo de la National Football League (NFL).

## Carrera
Fue seleccionado en la tercera ronda en la Reunión Anual de Selección de Jugadores de la NFL de 2017. Hizo su debut profesional con el equipo Pittsburgh Steelers, en el cual jugó cuatro temporadas (2017-2021), luego pasó a Arizona Cardinals, donde lleva jugando tres temporadas.